# Basettihalli, Sidlaghatta
Basettihalli là một làng thuộc tehsil Sidlaghatta, huyện Kolar, bang Karnataka, Ấn Độ.